# Wayland Hilton Young
Wayland Hilton Young, Kennet második bárója (1923. augusztus 2. – 2009. május 7.) brit politikus, író, újságíró.

## Családja
Anyja Kathleen Scott szobrász, Robert Falcon Scott özvegye, apja Edward Hilton Young volt, féltestvére a festőművész Peter Markham Scott. Young abban a londoni házban nőtt fel, amelyben J. M. Barrie megírta a Peter Pan című gyermekregényt. 1948-ban nősült meg, felesége az író  Elizabeth Ann Adams volt. Egy fia (William Aldus Toby, aki nemesi címét örökölte) és öt leánya született: Easter Russell tanár, Emily Young szobrász, Mopsa English tanár, Louisa Young gyermekíró és Zoe Young. Emily Young, akit az 1960-as években „rejtélyes és a kor divatját követő” tinédzsernek írtak le inspirálta a Pink Floyd együttes See Emily Play című dalát.

## Élete
Young a Cambridge-i Egyetemen építészetet tanult, ezután 1942 és 1945 között a Brit Királyi Haditengerészetben szolgált.  A világháború után Perugiában és a Harvard Egyetemen folytatta tanulmányait. Apja 1960-ban elhunyt, ekkor megörökölte a nemesi címet és az ezzel járó képviselői helyet a Lordok Házában. A The Observer című lap római és Észak-afrikai tudósítója volt 1946 és 1947, valamint 1949 és 1951 között, eközben az angol külügyminisztérium munkatársaként is tevékenykedett. Számos, főleg politikai tárgyű munkát írt, ezek közül az Eros Denied: Sex in Western Society (New York, 1964, Grove Press) meghatározó befolyást gyakorolt az angliai szexuális forradalomra. Young a Lordok Házának tagjaként elsősorban külpolitikai kérdésekkel foglalkozott, ideértve az atomfegyverek feletti nemzetközi ellenőrzés kérdéseit is. Az 1970-es években az Európai Parlament tagja volt. 1956-ban lépett be a Munkáspártba, de ellenezte a párt szakszervezeteinek befolyását a brit politikában.  1981-ben átlépett a Brit Szociáldemokrata Pártba (SDP), majd az 1980-as évek végén visszatért a Munkáspártba.  Tony Blair külpolitikájának nagy kritikusa volt.  A Lordok Házában elfoglalt helyét 1999-ben vesztette el, az ebben az évben elfogadott, az öröklött tagságokat eltörlő törvény miatt. 2005-ben, az Earl Russell halála miatt kiírt pótválasztáson elindult ugyan, így próbálva visszaszerezni helyét, de sikertelenül.

## Munkái
- The Italian Left: A Short History of Political Socialism in Italy, London: Longman, Green & Co, 1949
- The Deadweight, London: The Cresset Press, 1952
- Now or Never, London: The Cresset Press, 1953
- Old London Churches (Elizabeth Younggal), London: Faber & Faber, 1956
- The Montesi Scandal: The Story of the Famous Murder That Rocked Modern Italy, London: Faber & Faber, 1957
- Still Alive Tomorrow, London: Hamilton & Co., 1958 (újranyomta Panther, 1960)
- The Socialist Imagination – pamflet (Elizabeth Younggal), Fábiánus Társaság, 1960
- Disarmament: Finnegan's Choice – pamflet (Elizabeth Younggal), Fábiánus Társaság, 1961
- Gogol's Wife & Other Stories (Tommaso Landolfi művének fordítása; Raymond Rosenthallal és John Longrigg-dzsel), Norfolk, Connecticut: New Directions, 1963
- Strategy for Survival, First steps in nuclear disarmament, London: Penguin Special, 1959
- The Profumo Affair: Aspects of Conservatism, London: Penguin, 1963
- Bombs and Votes – pamflet, Fábiánus Társaság, 1964
- Eros Denied: Sex in Western Society, New York: Grove Press, 1964 (egyéb kiadasok "Studies in Exclusion" alcímmel)
- Preservation, London: Maurice Temple Smith, 1972
- Still no disarmament – pamflet, Fábiánus Társaság, 1973
- The Futures of Europe, Cambridge University Press, 1976
- Kennet, Wayland. "Disarmament: Thirty Years of Failure" Conspectus of History 1.5 (1978): 1-15.
- The Rebirth of Britain (szerk.), London: Weidenfeld & Nicolson, 1982
- Prohibition of Female Circumcision Act 1985, bevezetve 1983. március 2-án,[8] megj. 1985. július 16.
- London's Churches: A Visitor's Companion (Elizabeth Younggal), London: Grafton Books, 1986, ISBN 0-88162-212-5
- Northern Lazio: An Unknown Italy (Elizabeth Younggal), London: John Murray, 1990, ISBN 0-7195-4643-5